# 堊城白人
堊城 白人（あしろ はくと、1954年 -）は日本の推理作家。福井県生まれ。
1977年、探偵小説専門誌『幻影城』の第3回幻影城新人賞小説部門で「蒼月宮殺人事件」が入選しデビューしたが、デビュー作を含め2短編を発表したのみである（同時入選は、田中芳樹・連城三紀彦）。
長い間、連絡が取れなくなっていたが、2008年12月刊行の『幻影城の時代 完全版』に本多正一「幻の幻影城作家を求めて 蒼月宮の門前に佇んで」が掲載され、手紙・電話によるインタビューが掲載された。

## 作品リスト
- 蒼月宮殺人事件（幻影城No.38、1978年1月号） - 画：村上昂（村上芳正名義）
  - 『甦る「幻影城」Ⅰ 新人賞傑作選』（1997年8月、角川書店 カドカワ・エンタテインメント）
  - 『幻影城の時代 完全版』（2008年12月、講談社） - イラストも復刻されている
- 異端焚殺 （幻影城No.42、1978年4月号） - 画：村上昂（村上芳正名義）